# 7741 Fedoseev
7741 Fedoseev (1983 RR4) là một tiểu hành tinh vành đai chính được phát hiện ngày 1 tháng 9 năm 1983, bởi L. G. Karachkina ở Đài vật lý thiên văn Crimean. Nó được đặt theo tên của Vladimir Fedoseyev (sin năm 1932).